# Franz Joseph Ruprecht

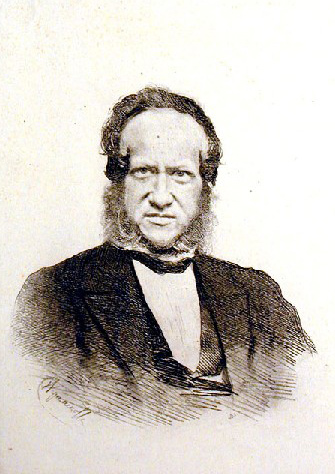
Franz Joseph Ruprecht

Franz Joseph Ruprecht (ur. 1814, zm. 1870) – botanik rosyjski pochodzenia niemieckiego.
Zajmował się systematyką roślin kwiatowych, paprotników, grzybów, mszaków i glonów.